# 京都女優シリーズ
『山村美紗サスペンス 京都女優シリーズ』は、1999年から2004年までフジテレビ系「金曜エンタテイメント」で放送されたテレビドラマシリーズ。全7回。主演は東ちづる。
売れない映画女優が、映画スタジオと芸能界を舞台とした殺人事件の解決に奔走する。1作目のみキャラ名が違っている。
東映京都撮影所の製作だが、ドラマのメインテーマは松竹の「蒲田行進曲」（アレンジ版）である。ドラマの終盤の「犯人の告白シーン」では、京都の名所旧跡がふんだんに使われている。
2008年2月8日の『新・京都祇園芸妓シリーズ』3作目「京都花嫁衣裳殺人事件」（金曜プレステージ）が山村美紗13回忌特別企画として「祇園芸妓VS京都女優」のクロスオーバー作品となっている。そのためか再放送では『京都女優シリーズ』が『新・祇園芸妓シリーズ』の第4作から第10作として放送されることがある。

## キャスト

### 主要人物
立花秋子 → 麻生夕子
演 - 東ちづる
京都太秦撮影所所属の大部屋女優。
田村悠介 → 田村竜平
演 - 大鶴義丹
斬られ役専門の大部屋俳優。
柏木萌子 → 早乙女朋子
演 - 山村紅葉
夕子（秋子）のマネージャー。
狩矢警部
演 - 横内正、若林豪（2作目）
京都府警の警部。
小池久美 → 桜井久美
演 - 川俣しのぶ
マネージャー。
ナナエ
演 - 塚本加成子
マネージャー。
鮫島五郎
演 - 大八木淳史
大部屋俳優。
鈴子
演 - 久保田磨希
橋口警部補
演 - 井上高志
柴田刑事
演 - タンクロー

### ゲスト
第1作「京都夜の祇園姉妹殺人事件」（1999年）
- 理沙（クラブ『中乃』のホステス） - 水島かおり
- 立花布由子（秋子の姉） - 朝加真由美
- 寿美香（『クラブ・トレビ』のママ） - 日向明子
- 万里（『クラブ・トレビ』の元ホステス） - 栗田よう子
- ちなつ（『クラブ・トレビ』の元ホステス） - 東風平千香
- 明美（ホステス） - 神乃毬絵
- 津川修一郎（友禅作家） - 三浦浩一
- 吉野真弓、園英子、小川美那子、後藤麻衣、安岡真智子、真奈尚子、佐伯成美、真勢かおり、山本容子、杉浦久美、小川しず穂、辻順子、中野恒美、村地薫、鈴川法子、丹羽美奈子、河合綾子、神原千絵、浜崎涼子、西山清孝、細川純一、石原聡、荒木大、花上晃、斉藤あきら

第2作「京都・呪いの十二単衣殺人事件」（2000年）
- 白鳥茜（6年前夕子の付き人） - 五十嵐いづみ
- 中屋礼一郎（竜平の友人） - 井田州彦
- 南条ユリ（女優） - 三浦リカ
- 清水マヤ（女優） - 大沢さやか
- 十條貴彦（春海の息子） - 中嶋俊一
- 十條春彦（雅之の息子） - 吉見一豊
- 十條春海（雪月流華道十一代家元） - 溝田繁
- 十條八重子（春海の妻） - 谷口香
- 十條雅之（春海の弟） - 木村元
- 野口美和（春彦の婚約者） - 渡辺真起子
- 戸田千草（礼一郎の恋人） - 石井亜可理
- 夏木千穂、亜路奈、竹下恭司、多田幸代、園英子、山本容子、泉知奈津、笹木俊志、田中雅俊、石原聡、松原美穂、葉山俊治

第3作「京都怪奇伝説殺人事件」（2001年）
- 渚麗子（女優） - 大沢逸美
- 石田みどり（夕子のメーク係） - 森下涼子
- 野上梨花（女優） - 鈴鹿景子
- 吉見健児（俳優） - 五代高之
- 駐在の警察官 - 鶴田忍
- ミユキ（女優） - 寺田千穂
- 尾形洋介（俳優） - 沖田さとし
- 叶万里（女優） - 七森美江
- 加瀬明彦（京南大学講師） - 竹下恭司
- モモ（メーク係） - 朱花
- 松山吾郎（俳優） - 松田吉博
- 旅館の女将 - 和田かつら
- キジマ - 浅田祐二
- 宗蓮寺の住職 - 窪田弘和
- 東風平千香、山崎絵里、上村愛香、園英子、山本容子、戸田めぐみ、大嶋うらら、葉山俊治、石原聡、鈴川法子、上野秀年、小野順一、松原美保

第4作「妖しの清少納言殺人事件」（2002年）
- 木暮マヤ（女優） - 田中美奈子
- 木暮菜々（マヤの姉・クラブ「菜々」のママ） - 金久美子
- 花園梨香（女優） - 斎藤陽子
- 北条昌也（俳優） - 松永博史
- 日高健児（俳優） - 井田国彦
- 野上令子（女優） - 寺田千穂
- 千草 - 坪井木の実
- 石田朱美（女優） - 東風平千香
- 浅野弘子 - 井上紀子
- 浅野好子（弘子の姉） - 石井亜可里
- 岐阜白鳥署の刑事 - 赤塚真人
- 東京グローバルプロダクツの社長 - 鈴木ヒロミツ
- 俵山栄子、山本大貴、真奈尚子、多田幸代、園英子、朱花、山本容子、鈴川法子、金子珠美、久永さとみ、新井政男、峰蘭太郎、石原聡、岡本伊代、平松紗奈恵、戸田紗耶未、鈴木絵怜菜、市川源、山西道広

第5作「流れ橋殺人事件」（2003年）
- 東田三千彦（俳優） - 加勢大周
- 大園綾乃 - 平淑恵
- 立花静香（女優） - 濱田万葉
- 池怜子（女優） - 星遥子
- 綾小路明日香 - 仁藤優子
- 綾小路雪山 - 木村元
- 東風平千香、多田幸代、園英子、朱花、金子珠美、山本容子、平井三智栄、吉野悦世、井上紀子、石井亜可里、石原聡、山田永二、山形祐一郎、まつむら眞弓、新井政男、星野美恵子、峰蘭太郎、上鶴良子、田中美鈴、高山澪諒、石野理央、俵山栄子、栗田よう子、大島蓉子

第6作「大奥殺人事件」（2003年）
- 一色眞矢（女優） - 国生さゆり
- 檜江梨（女優） - 筒井真理子
- 鈴村小春（眞矢のマネージャー） - 高田聖子
- 加藤大治朗（俳優） - 京晋佑
- 芦原志郎（プロデューサー） - 塩屋俊
- 花園明美（女優） - 寺田千穂
- 坪井木の実、五王四郎、山本大貴、木村靖司、梅村幸代、石井亜可里、柴田善行、朱花、中堂薗かのん、山本容子、新井政男、石原聡、平井三智栄、エリ、井上紀子、渋谷めぐみ、中川峰男、市川源、八神直子、小林英莉子、田中美悠、西田樹、大阪アクターズクリニック

第7作「新選組殺人事件」（2004年）
- 福まつ（芸妓） - 涼風真世
- 橘倫太郎（俳優） - 神保悟志
- 九条可南子（女優） - 真行寺君枝
- 本多光次郎（俳優） - 四方堂亘
- 白鳥涼子 - 小松みゆき
- 佐山春男 - 河野洋一郎
- 和泉俊也（俳優） - 中原丈雄
- 増田未亜、薬師寺利弥、山本大貴、梅村幸代、石井亜可里、エリ、朱花、平井三智栄、井上紀子、衣通真由美、安岡真智子、峰蘭太郎、鈴川法子、新井政男、石原聡、永田萌、上野秀年、葉山俊治、滝沢武彦、高橋静香、西田樹

## スタッフ
- 原作 - 山村美紗
- 監督 - 関本郁夫
- 脚本 - 峯尾基三
- 音楽 - 横山菁児
- 編成企画 - 長部聡介、金井卓也、荒井昭博、保原賢一郎
- プロデューサー - 中曽根千治、矢後義和、亀岡正人、榎本美華、金丸哲也、西平敦郎
- 制作 - フジテレビ、東映

## 放送日程
| 話数 | 放送日        | サブタイトル                 | 原作                       |
| ---- | ------------- | ---------------------------- | -------------------------- |
| 1    | 1999年1月22日 | 京都夜の祇園姉妹殺人事件     | 『京友禅の秘密』           |
| 2    | 2000年2月4日  | 京都・呪いの十二単衣殺人事件 | 『京都・十二単衣殺人事件』 |
| 3    | 2001年6月15日 | 京都怪奇伝説殺人事件         | 『彼岸花が死を招く』       |
| 4    | 2002年6月7日  | 妖しの清少納言殺人事件       | 『鬼法院殺人事件』         |
| 5    | 2003年3月28日 | 流れ橋殺人事件               | 『流れ橋殺人事件』         |
| 6    | 2003年8月15日 | 大奥殺人事件                 | 『京都殺人地図』           |
| 7    | 2004年7月16日 | 新選組殺人事件               |                            |